# Palacete Augusto Dias
O Palacete Augusto Dias é um edifício localizado na cidade de Marabá, que foi construído com o propósito de servir como sede dos poderes executivo, legislativo e judiciário. Desde 2020 serve como sede do "Museu Histórico Municipal Francisco Coelho".
É o marco arquitetônico do ciclo da castanha, sendo o edifício histórico mais portentoso que restou em Marabá.
Juntamente com uma série de edifícios - majoritariamente desconfigurados após a década de 1970 -, formava o conjunto histórico-arquitetônico de Marabá, que incluía: Casa dos Comerciários, a Loja Maçônica nº 6, a Catedral de Nossa Senhora do Perpétuo Socorro, o edifício Grupo Escolar (sede da Escola Mendonça Vergolino, atualmente totalmente desconfigurada), entre outros atualmente demolidos.

## Histórico

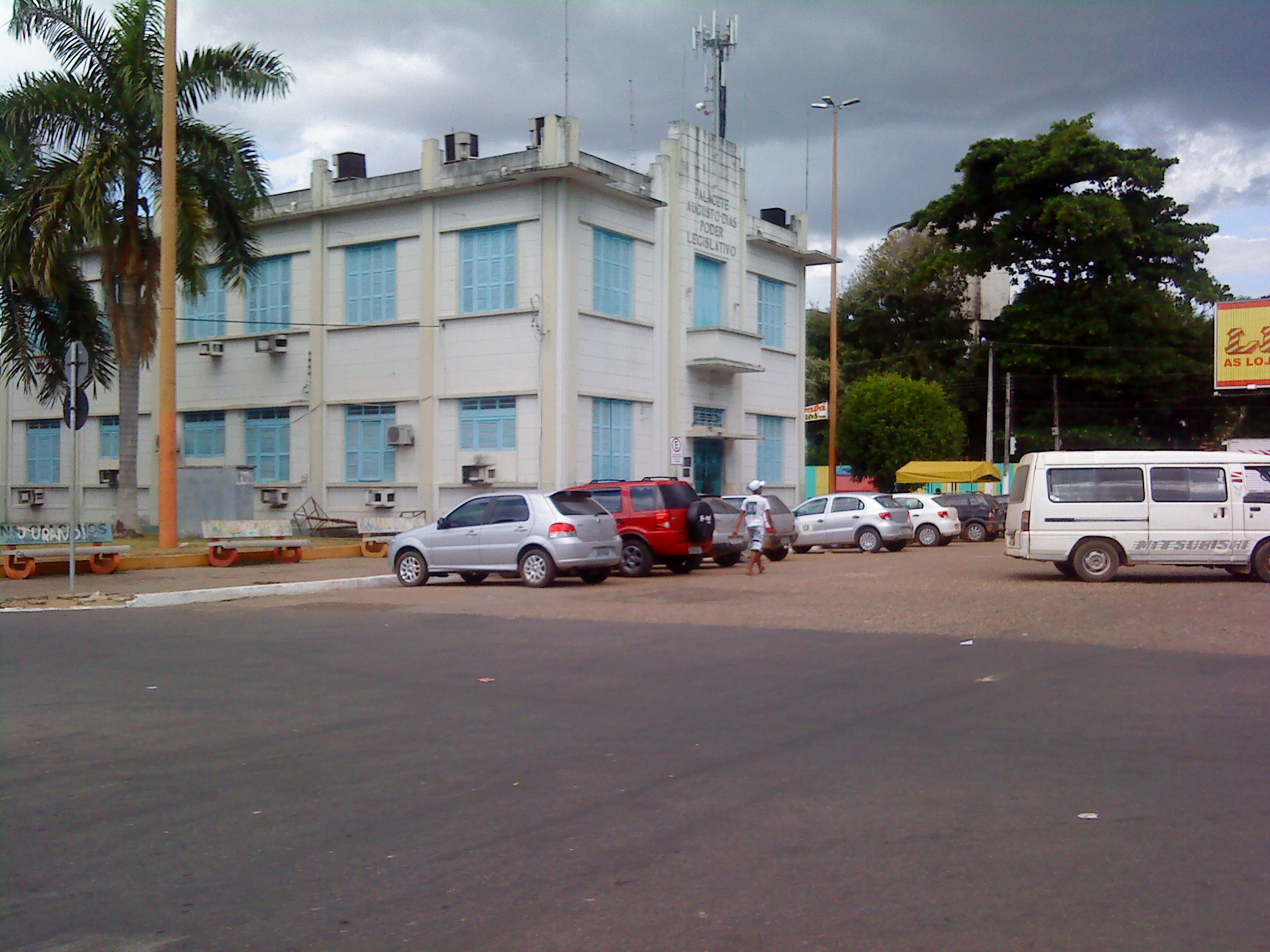
Palacete Augusto Dias em 2010

Após a derrocada do 1º ciclo da borracha, e principalmente após a Grande Depressão, Marabá já era um município com relativa prosperidade econômica (graças ao ciclo da castanha e a extração de diamantes) e importância geo-estratégica para o estado do Pará. Entretanto, apesar dessa aparente época áurea, o município nem de longe experimentava o esplendor de Santarém ou Belém em aspectos arquitetônicos ou de obras de engenharia. Era somente uma pequena e tímida cidade do interior amazônico.
Ao completar os 20 anos de emancipação, em 1933, as autoridades começaram a planejar a mudança estrutural da cidade, dentre elas a construção de um edifício administrativo para albergar os poderes municipais. Até aquele momento os órgãos estavam espalhados pela Velha Marabá.
Assim, pela lei municipal n° 15 de 31 de dezembro de 1936, sancionada pelo interventor municipal Augusto de Figueiredo Dias em 1937, autorizou-se a construção de um palacete que serviria de acomodação para a prefeitura, a câmara e o fórum. O executivo começou a construção da obra com recursos do orçamento de 1937.
O edifício foi concluído em 1939, pouco depois da morte do interventor Dias, recebendo o nome de Palacete do Governo, durante o governo de José Oscar de Mendonça Virgulino.
Na década de 1950 o edifício passou a ser denominado de Palacete Augusto Dias, numa tentativa de homenagear o interventor Dias que capitaneou a construção da maior parte do edifício.
Sofrendo pequenas obras para preservar a estrutura do prédio, foi somente em 1970 que o edifício para por sua primeira grande reforma. Os órgãos que ali funcionavam foram para vários prédios alugados no município.
Após a reforma, em 1976, retornaram para o Palacete somente a câmara e a prefeitura. Os órgãos do judiciário alegaram que o mesmo já estava demasiadamente pequeno para os três poderes.
A enchente de 1979/1980 obrigou o prédio passar por nova reforma contribuindo, definitivamente, para que em 1982 o município construísse o Paço Municipal, que passou a ser a sede do executivo, deixando o Palacete unicamente abrigando a câmara.
Em 1993 o prédio foi tombado como patrimônio histórico-arquitetônico, assim como outras edificações históricas, como a Igreja de São Félix de Valois e o edifício Mercado Cultura. Foi o primeiro rol de edifícios tombados de Marabá.
Entre 2008 e 2010 foi registrado um fato histórico no prédio da câmara de Marabá: a câmara aprovou hastear no ponto mais alto da fachada do Palacete a bandeira do Carajás, numa atitude considerada como afronta à jurisdição paraense, e reconhecendo o prédio como uma "área de jurisdição carajaense". Foi a primeira instituição pública a aprovar tal deliberação. Neste mesmo edifício, em 1989, por solicitação dos vereadores, esta mesma bandeira havia sido encomendada ao artista Rildo Brasil.
Em 2010 finalmente a câmara dos vereadores inaugura sua nova sede no bairro Agrópolis Incra, doando o Palacete Augusto Dias para a Fundação Casa da Cultura de Marabá (FCCM).
Após consulta em 2013, o edifício foi destinado a abrigar o Museu Histórico de Marabá. Em 7 de agosto de 2020, após sete anos sendo reformado, houve a reinauguração do edifício como sede para o "Museu Histórico Municipal Francisco Coelho". As peças históricas que antes localizavam-se nos edifícios Aldeias da Cultura (sede da FCCM) foram transferidas para o Palacete.

## Características
Há poucas informações disponíveis sobre a construção em si, sendo cadente de dados, por exemplo, sobre o engenheiro responsável pela obra e sobre o arquiteto responsável pela fachada e interiores do Palacete. Dado que os engenheiros Lysias Augusto Rodrigues e Américo Barbosa de Oliveira eram os únicos que trabalhavam em Marabá no período da construção, provavelmente os mesmos teriam sido os responsáveis técnicos pela edificação.
O edifício têm características de estilo neoclássica, ecletista e do estilo neocolonial dominante no Pará, na época de construção do Palacete.